# Fladså
Fladså is een voormalige gemeente in Denemarken. De oppervlakte bedroeg 132,5 km². De gemeente telde 7581 inwoners waarvan 3894 mannen en 3687 vrouwen (cijfers 2005). Hoofdplaats was Mogenstrup.
Na de herindeling van 2007 werden de gemeentes Fuglebjerg, Fladså, Holmegaard en Suså bij Næstved gevoegd.